# Achias szentivanyi
Achias szentivanyi är en tvåvingeart som beskrevs av Mcalpine 1994. Achias szentivanyi ingår i släktet Achias och familjen bredmunsflugor. Inga underarter finns listade i Catalogue of Life.